# Grimstad
Grimstad è un comune della Norvegia situato nella contea di Agder. 
Il comune è stato costituito nel 1837 e venne ampliato nel 1878 e successivamente nel 1960 annettendo parti del territorio comunale di Fjære. Gli attuali confini risalgono al 1971 con l'annessione dei soppressi comuni di Fjære e Landvik (a sua volta unito nel 1962 al comune di Eide).
Confina a nord con il comune di Froland a nordest con quello di Arendal, a sudovest con Lillesand e a nordovest con Birkenes. Il capoluogo è il centro abitato omonimo ed è situato sulla costa occidentale della baia di Groosefjord.

## Geografia fisica
Grimstad è situata all'estremità meridionale del paese e si affaccia sullo Skagerrak, un tratto del Mare del Nord tra Danimarca, Norvegia e Svezia.
IL territorio comunale è per lo più pianeggiante con lievi colline nella parte più nord-occidentale, la massima altitudine è pari a 361 m s.l.m. con la collina chiamata Dobbedalshei. Nella parte costiera vi sono numerosi laghi, il 10% del territorio comunale è infatti ricoperto da acque interne.
Oltre a Grimstad vi è un altro centro abitato chiamato Jortveit situato nella parte meridionale del comune.

## Storia
Le prime tracce di Grimstad sono del XVI secolo ma la città si sviluppò solo nel corso nel XIX secolo. Tra il 1844 e il 1850 il drammaturgo norvegese Henrik Ibsen visse qui dove lavorò come apprendista in una farmacia. Oggi oltre ad essere una rinomata meta turistica norvegese, Grimstad è anche riconosciuta come la città con il maggior numero di ore di sole all'anno in Norvegia. Nel 1906 venne costruita una piccola azienda vinicola che chiuse però nel 2001.
Poco a nord del centro cittadino si trova la chiesa di Fjære, un edificio in pietra di epoca medievale, nei pressi della chiesa si trova il monumento a Terje Vigen.
La chiesa di Grimstad è un edificio in legno del 1888.

## Economia
A Grimstad è situato il birrificio Nøgne Ø.